# Pimpla curiosa
Pimpla curiosa là một loài tò vò trong họ Ichneumonidae.